# 叶列梅·康斯坦丁诺维奇
叶列梅·康斯坦丁诺维奇（俄语：Еремей Константинович，羅馬化：Yeremey Konstantinovich，?—1372年）是一位多罗戈布日王子。他是特维尔大公国大公康斯坦丁·米哈伊洛维奇之子。叶列梅·康斯坦丁诺维奇生前曾幫助特维尔大公国當局對抗莫斯科大公國。